# Kotpuli
Kotpuli, también conocido como Kotpuliyar y Kotpuli Nayanar, era un santo Nayanar, venerado en la secta hindú del Shaivismo. Generalmente se le cuenta como el quincuagésimo séptimo en la lista de los 63 nayanars.

## Vida
La vida de Kotpuli Nayanar está descrita en el Periya Puranam de Sekkizhar, en el siglo XII, que es una hagiografía de los 63 nayanars, descrito como contemporáneo de uno de los nayanars más destacados, Sundarar, siglo VIII. Su nombre Kotpuli significa «Tigre feroz».
Kotpuli Nayanar nació en Nattiyattankuti, en el  reino de Chola o Chola Nadu. Su ciudad natal se conoce actualmente como Tirunattiyattangudi (Nattiyattankudi), distrito de Thanjavur en el estado indio de Tamil Nadu. Era un Vellalar, una casta de propietarios de tierras agrícolas. Era un gran devoto del Señor Shiva, el dios patrón del Shaivismo. Era el comandante en jefe del ejército de Chola. Con el paso de los años, se había hecho rico y usó su riqueza para donar "colinas" de arroz en los templos de Shiva, que se utilizaban para preparar Nayvia u ofrendas de comida,  para el dios. Siguió sus servicios durante muchos años. Una vez, cuando lo llamaron para el servicio militar, almacenó pilas de arroz en su casa, que él ordenó que se usara para el Naivedya, mientras estaba fuera. Transmitió sus órdenes a todos sus parientes individualmente.
Una hambruna golpeó a Nattiyattankuti. La familia de Kotpuli consumió el arroz para salvarse. Kotpuli ganó la guerra y regresó con muchos regalos del rey Chola. Se enteró de las acciones de sus familiares y decidió castigarlos. Invitó a todos sus parientes a su casa para celebrar su victoria. Kotpuli ordenó que se cerraran las puertas de sus mansiones para que sus familiares no pudieran escapar y puso a un sirviente  a que hiciera guardia. Kotpuli mató a sus padres, hermanos y esposas por su transgresión. El sirviente pidió al señor que le perdonara la vida a un niño que no había comido el arroz y que era el último heredero de la familia de Kotpuli. Kotpuli también mató al niño, razonando que había bebido la leche materna de una mujer que había consumido el arroz. La verdadera razón de sus asesinatos fue que en sus vidas pasadas sus parientes habían conspirado y matado al cabeza de familia para heredar la vasta riqueza de este último, y por lo tanto su karma dictaba que fueran asesinados de una manera similar. Aunque, al ser testigos de esto, la Diosa Madre Parvati ascendió a la Tierra y trajo a cada uno de ellos de vuelta a la vida sanando sus heridas ya que habían sido fervientes devotos de su Shaiva y del Señor Shiva. Agradecido por su intensa devoción, el Señor Shiva se apareció ante Kotpuli y lo bendijo. Le informó a Kotpuli que a él y a sus parientes antes masacrados se les permitiría alcanzar Shivatvam, al haberse fusionado el alma con el Señor Shiva y ser uno con él, y a su vez  moksha o liberación, y llevó a Kotpuli a su morada Kailash. El mensaje del relato es que la devoción a Dios debe reemplazar todo lo demás.
Se dice que Kotpuli entregó a dos de sus hijas Cinkati y Vannapakai a Sundarar, quienes las criaron como su padre adoptivo.

## Recuerdo

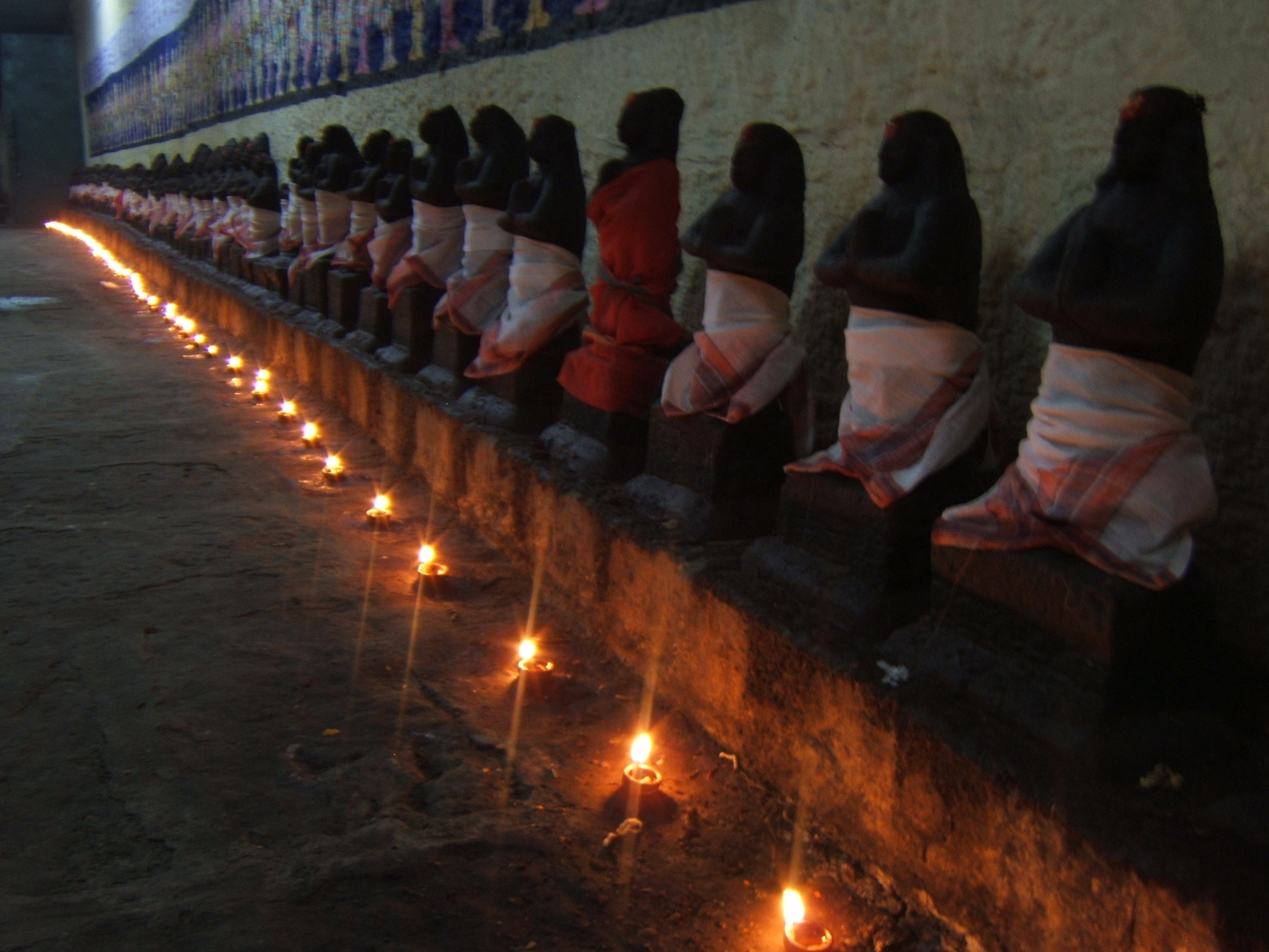
Las imágenes de los nayanars se encuentran en muchos templos Shiva en Tamil Nadu

Sundarar venera a Kotpuli Nayanar en el Tiruthonda Thogai, un himno a los santos de Nayanar. Se le describe como señorial y portador de una lanza.
Kotpuli está especialmente asociado con el templo de Shiva en Nattiyattankudi y también es adorado en el templo. En su himno a Shiva adorado en Nattiyattankudi, Sundarar dedica el último verso a Kotpuli. Kotpuli, el padre de Cinkati, es descrito para servir al templo. Se le describe como kotiran, «alguien que es como pinzas o mandíbulas» y derrotó a los reyes enemigos en la guerra.
Kotpuli se adora en el mes tamil de Aadi, cuando la luna entra en el Jyeshtha nakshatra o mansión lunar. Se le representa llevando una corona, con las manos cruzadas y sosteniendo una espada en el brazo. Recibe culto colectivo como parte de los 63 Nayanars. Sus iconos y breves relatos de sus hazañas se encuentran en muchos templos de Shiva en Tamil Nadu. Sus imágenes se sacan en procesión en los festivales.